# Bonus malus
Bonus-malus – system odnoszący się do historii szkodowości danego kierowcy, pozwalający na przyporządkowanie go do danej klasy szkodowości, a następnie wyliczenie składki. Zgodnie z tym systemem w ubezpieczeniach OC i AC składki mogą wzrosnąć w kolejnym okresie ubezpieczeniowym, bądź zmaleć. Innymi słowy jest to system wynagradzający kierowców za bezszkodową jazdę i karzący za spowodowanie szkody. Od klienta zależy, czy w przypadku zaistnienia szkody zgłosi ją do ubezpieczyciela, zmieniając swoją historię szkodowości, czy nie. Indywidualnie należy rozpatrzyć, jakie postępowanie będzie opłacalne.
Każda firma ubezpieczeniowa stosująca system bonus-malus określa własne tabele zniżek i zwyżek. Tabela taka podzielona jest na klasy, do których przyporządkowana jest dana zniżka. Za każde 12 miesięcy bezszkodowej jazdy kierowca przesuwany jest o klasę w dół, zyskując kolejne zniżki. Maksymalna wartość zniżek może osiągnąć 70%, jednakże można je łatwo stracić. W przypadku zachwiania swojej historii szkodowości klient może przejść o kilka klas w górę, tracąc zniżki i dostając zwyżki, których maksymalna wartość może osiągnąć nawet 400%.